# Čížkrajice
Čížkrajice (německy Sitzkreis) jsou obec v okrese České Budějovice, nacházející se jižně od Trhových Svinů, v podhůří Novohradských hor. Žije zde 270 obyvatel. V obci se nacházela tvrz s hospodářským dvorem, který byl později rozparcelován. Zbytky tvrze se nacházejí v domech čp. 31 a 33.

## Historie
První písemná zmínka o obci pochází z roku 1347.
V literatuře se často mylně uvádí, že obec byla opevněná. Čížkrajický dvůr byl pouze obehnán běžnou ohradní zdí, z níž se zachovala zejména západní část, samotná tvrz nedisponovala žádným opevněním. Brána na severu obce, kterou do roku 2018 procházela silnice od Trhových Svinů, je pouze bránou na dvůr statku, který shodou okolností ležel přímo v trase cesty.

## Místní části
Obec Čížkrajice se skládá ze čtyř částí na dvou katastrálních územích.
- Boršíkov (leží v k.ú. Čížkrajce)
- Čížkrajice (i název k. ú.)
- Chvalkov (leží v k.ú. Čížkrajce)
- Mezilesí (k.ú. Mezilesí u Trhových Svinů)

## Pamětihodnosti
- Socha svatého Jana Nepomuckého
- zřícenina hradu Čížkrajice
- Vchodový portál usedlosti čp. 7
- Tvrz

## Galerie

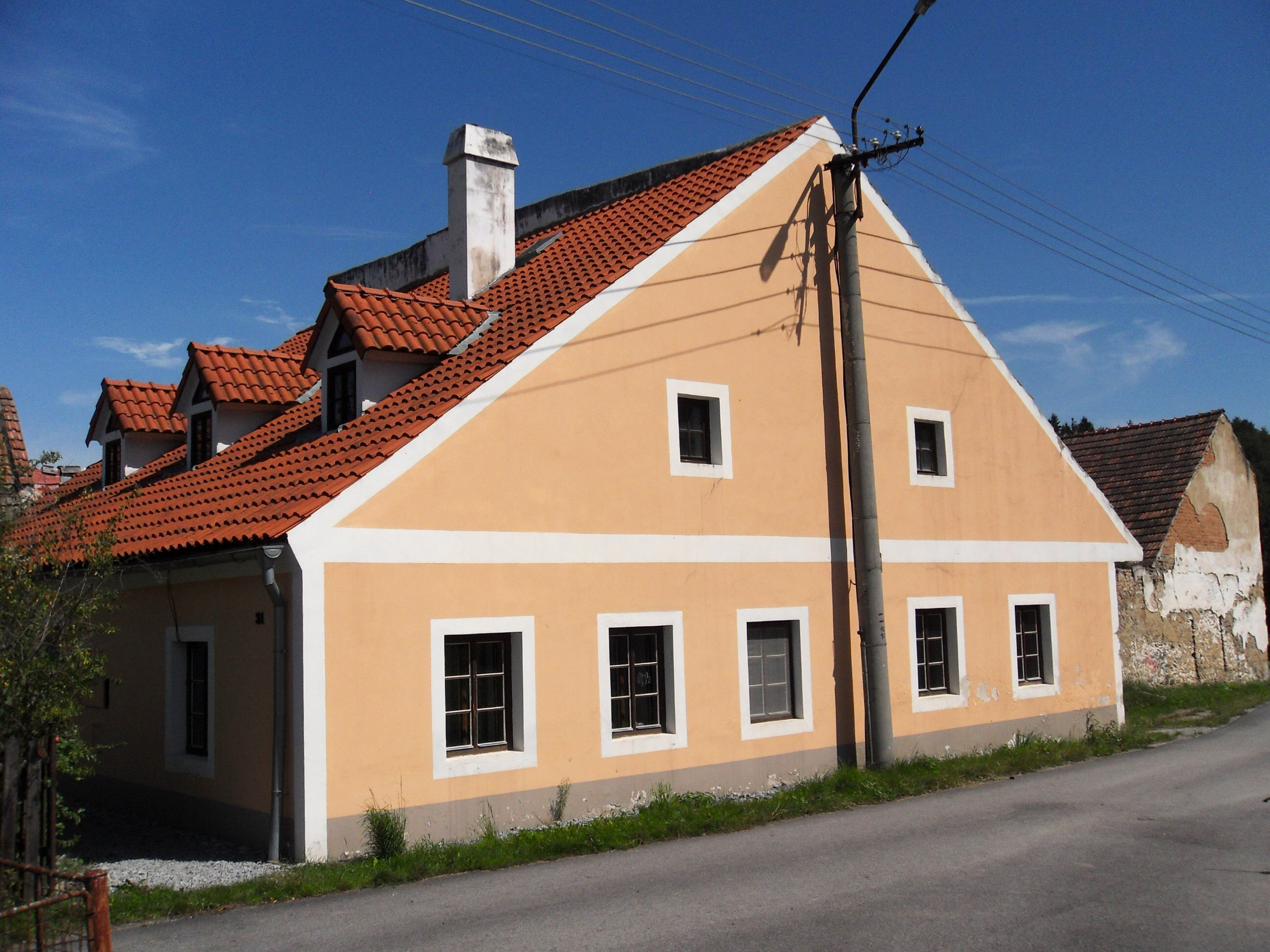
Tvrz
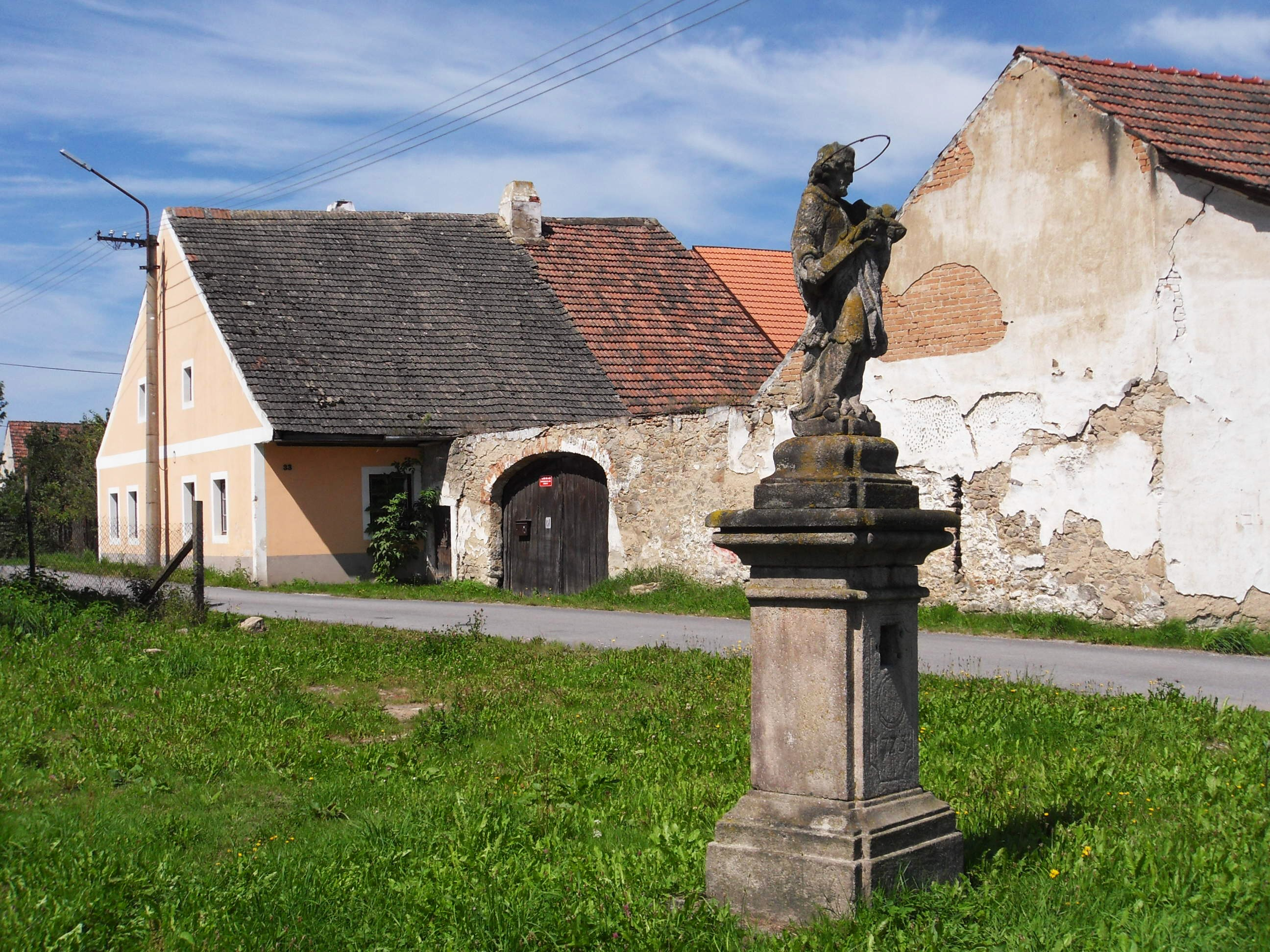
Socha
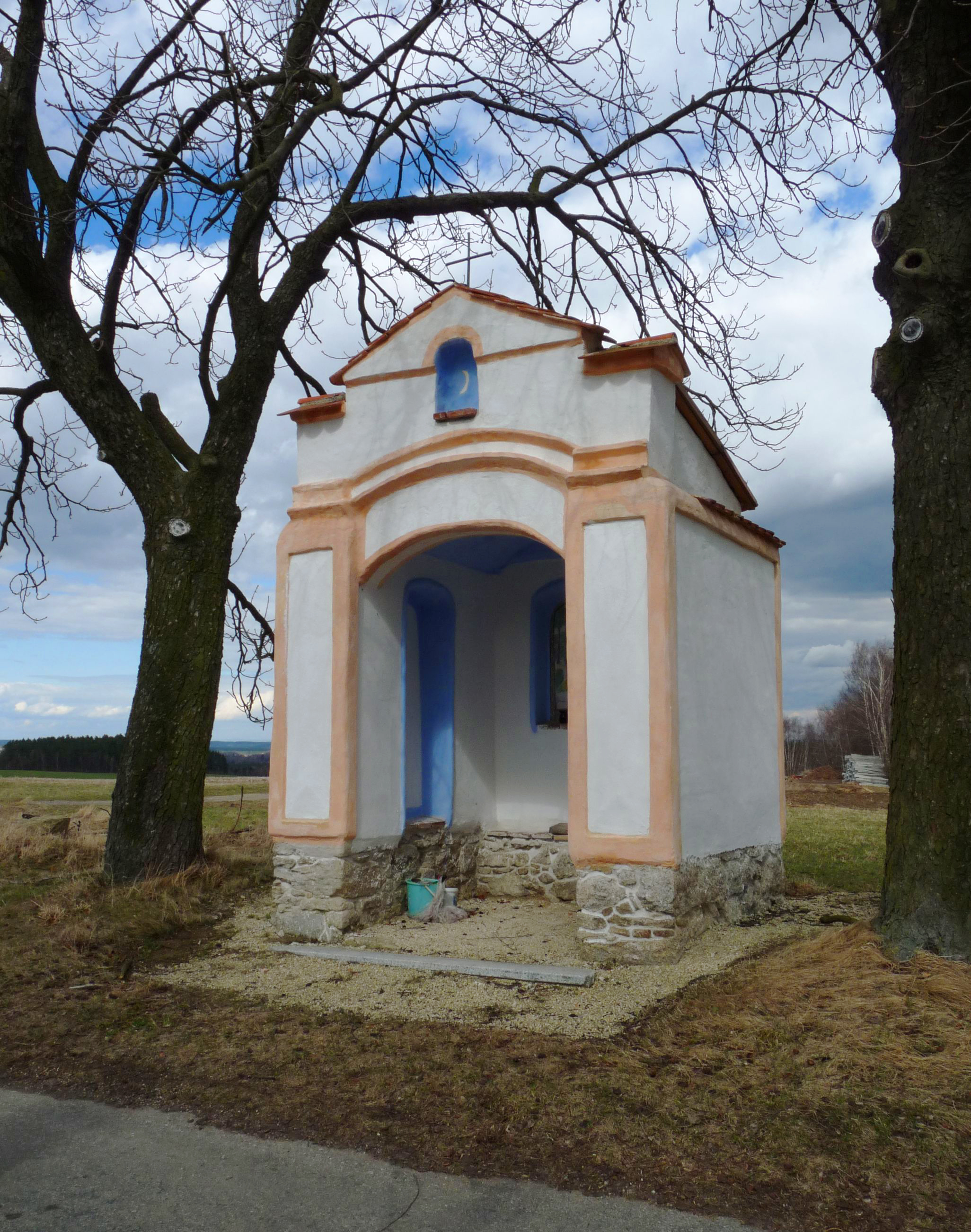
Kaplička
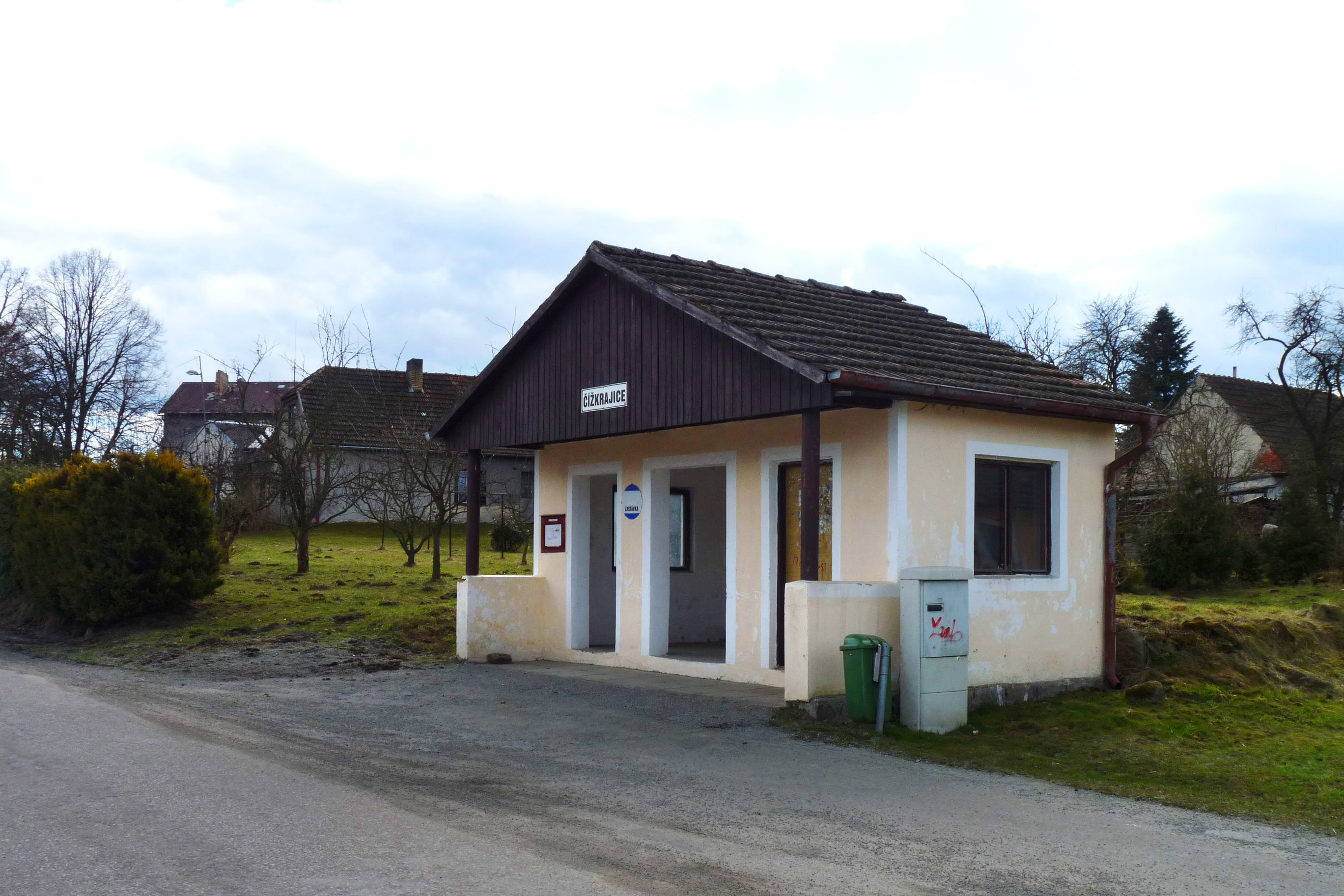
Zastávka autobusu
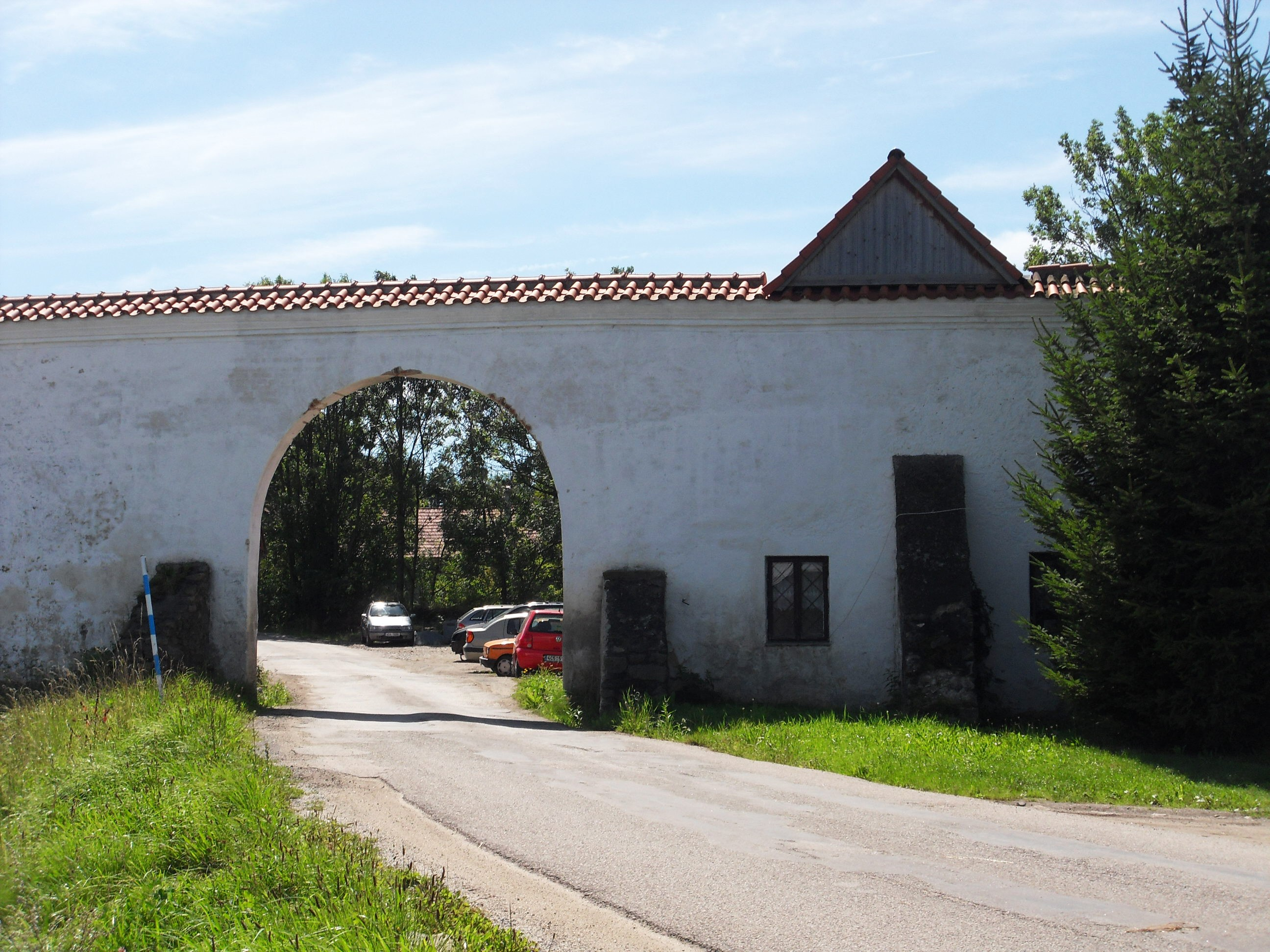
Brána ke stavení č.p.7